# Lomanella browni
Lomanella browni is een hooiwagen uit de familie Triaenonychidae.